# Orani
Orani es un municipio de Segunda Clase de la provincia en Bataán, Filipinas. De acuerdo con el censo del 2000, tiene una población de 52,501 en 10,810 hogares. El alcalde es Benjamin Serrano.

## Barangays
Orani está políticamente subdividido en 29 barangays.
| - Bagong Paraíso (Pob.) - Balut (Pob.) - Bayan (Pob.) - Calero (Pob.) - Paking-Carbonero (Pob.) - Centro II (Pob.) - Dona - Kaparangan - Masantol - Mulawin - Pag-asa - Palihan (Pob.) - Pantalán Bago (Pob.) - Pantalán Luma (Pob.) - Parang Parang (Pob.) | - Centro I (Pob.) - Sibul - Silahis - Tala - Talimundoc - Tapulao - Tenejero (Pob.) - Tugatog - Wawa (Pob.) - Apollo - Kabalutan - María Fe Subd. - Puksuan - Tagumpay |

## Escuelas Privadas
- Instituto José Rizal
- Escuela Internacional BLC
- Academia de la Reina María
- Instituto Parroquial Sagrado Rosario
- Colegio de San Patricio